# Circles (álbum de Mary Travers)
Circles es el cuarto álbum de estudio de la cantautora estadounidense Mary Travers. Fue publicado en junio de 1974 a través del sello discográfico Warner Bros. Records.

## Grabación y contenido
Las sesiones de Circles tuvieron lugar en The Hit Factory, un estudio ubicado en New York. El álbum contenía once canciones. Todas las canciones fueron versiones de temas escritos por nuevos artistas. Entre ellas estaba «Catch the Rain» de Henry Gross, y «Simple Song» y «The Light of Day» de J. Dawson, esta última apareció en el álbum homónimo de Dawson, también publicado en junio de 1974. Circles también incluyó temas escritos por músicos establecidos. Esto incluyó a Gerry Goffin y Carole King, quienes escribieron la canción «Goin' Back». El álbum también incluía una versión del éxito easy listening de Jim Croce, «I'll Have to Say I Love You in a Song».

## Lanzamiento
Circles fue publicado en junio de 1974 por el sello Warner Bros. Records y se convirtió en el cuarto álbum de estudio de Mary Travers. Se publicó como un LP de vinilo, con cinco pistas en el “lado uno” y seis pistas en el “lado dos” del disco. Debutó en el número 200 en la lista Top LP's & Tape de Billboard, convirtiéndose en el álbum con peor desempeño comercial de Travers.

## Recepción de la crítica
Un escritor no especificado de Record World declaró: “La relajante producción de Cashman y West, y una sensible selección de los mejores escritores que la música contemporánea tiene para ofrecer hacen del último lanzamiento dulcísono de Mary su mejor esfuerzo en solitario hasta la fecha”. Un escritor no especificado de Billboard comentó: “La distintiva voz de Mary pone un toque vanguardista en estas bonitas melodías. Los músicos de respaldo tocan con todo su corazón contemporáneo, pero el LP carece de ese ingrediente espectacular. Sigue siendo totalmente profesional y Mary suena tan refrescante como siempre”. Un escritor no especificado de la revista Cash Box declaró: “Mary es una de las pocas leyendas musicales que ha abandonado la santidad segura de un súper grupo para seguir una dirección musical completamente nueva y hacerla funcionar. Varios músicos de renombre han hecho LP en solitario, pero ninguno ha sido tan cariñoso como la última oferta de Mary, una que presenta a la encantadora y talentosa dama en una variedad de escenarios musicales”.

## Lista de canciones
| Lado uno |                            |                          |          |  |
| N.º      | Título                     | Escritor(es)             | Duración |  |
| 1.       | «Circles»                  | Harry Chapin             | 3:23     |  |
| 2.       | «So Close»                 | Jake Holmes              | 4:01     |  |
| 3.       | «Goin' Back»               | Gerry Goffin Carole King | 3:35     |  |
| 4.       | «House at Pooh Corner»     | Kenny Loggins            | 3:19     |  |
| 5.       | «Is It Really Love at All» | Eric Andersen            | 4:01     |  |

| Lado dos |                                         |               |          |  |
| N.º      | Título                                  | Escritor(es)  | Duración |  |
| 1.       | «Simple Song»                           | Jim Dawson    | 4:37     |  |
| 2.       | «Catch the Rain»                        | Henry Gross   | 3:07     |  |
| 3.       | «The Light of Day»                      | Dawson        | 2:13     |  |
| 4.       | «I'll Have to Say I Love You in a Song» | Jim Croce     | 2:48     |  |
| 5.       | «I Am Your Child»                       | Barry Manilow | 2:17     |  |
| 6.       | «Simple Song» (Reprise)                 | Dawson        | 1:24     |  |

## Créditos y personal
Créditos adaptados desde las notas de álbum de Circles.
Músicos
- Mary Travers – voz principal y coros
- Tasha Thomas – coros
- Leslie Wagner – coros
- Marty Nelson – coros
- Tommy West – coros
- David Buskin – coros
- Jim Dawson – coros

Personal técnico
- Terry Cashman – productor
- Tommy West – productor
- Bruce Tergesen – ingeniero de audio, mezclas
- Terence P. Minogue – arreglos
- Geni Sackson – arreglos
- Pacific Eye & Ear – diseño
- Drew Struzan – ilustración
- Maddy Miller – fotografía

## Posicionamiento
| Gráfica (1974)                             | Pico de posición |
| ------------------------------------------ | ---------------- |
| Estados Unidos (Billboard Top LP's & Tape) | 200              |